# Defenders of the Faith
Defenders of the Faith je deváté studiové album britské heavymetalové skupiny Judas Priest. LP bylo vydáno v lednu 1984. V roce 2001 bylo album vydáno znovu.
V britském žebříčku se umístil na 19. místě a v žebříčku Billboard 200 se umístil na 18. místě.
Stal se 2x platinovým albem v Kanadě, kde se prodalo 200 tisíc kopií alba a v USA se prodalo přes 1 000 000 kopií a stalo se platinovým albem. V Japonsku se stalo zlatým albem, kde se prodalo 100 tisíc kopií alba.
Stylově je album se moc neodchýlilo od předchozího alba Screaming for Vengeance, které představovalo podobnou formu krátkých metalových hymen, a s rychlým tempem se stadionovými výkřiky. Ale například píseň 'The Sentinel' má progresivní prvky.

## Seznam skladeb
Všechny skladby složili Glenn Tipton, Rob Halford a K. K. Downing, pokud není uvedeno jinak.
| Pořadí | Název                     | Autor             | Délka |
| ------ | ------------------------- | ----------------- | ----- |
| 1.     | Freewheel Burning         |                   | 4:22  |
| 2.     | Jawbreaker                |                   | 3:25  |
| 3.     | Rock Hard Ride Free       |                   | 5:34  |
| 4.     | The Sentinel              |                   | 5:04  |
| 5.     | Love Bites                |                   | 4:47  |
| 6.     | Eat Me Alive              |                   | 3:34  |
| 7.     | Some Heads Are Gonna Roll | Bob Halligan, Jr. | 4:05  |
| 8.     | Night Comes Down          |                   | 3:58  |
| 9.     | Heavy Duty                |                   | 2:25  |
| 10.    | Defenders of the Faith    |                   | 1:30  |

### Bonusové skladby (2001)
1. "Turn On Your Light" – 5:23
2. "Heavy Duty/Defenders Of The Faith" – 5:26 (živě, nahráno v Long Beach Sports aréně, Long Beach, CA. 5.5, 1984)

## Sestava
- Rob Halford – zpěv
- K.K. Downing – kytara
- Glenn Tipton – kytara
- Ian Hill – baskytara
- Dave Holland – bicí